# Ileana Cosânzeana

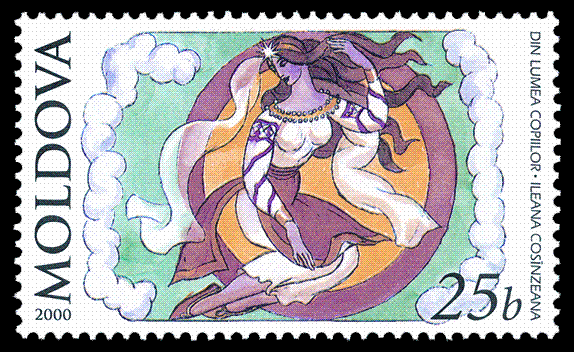
Ileana Cosânzeana, timbru moldovenesc din 2000

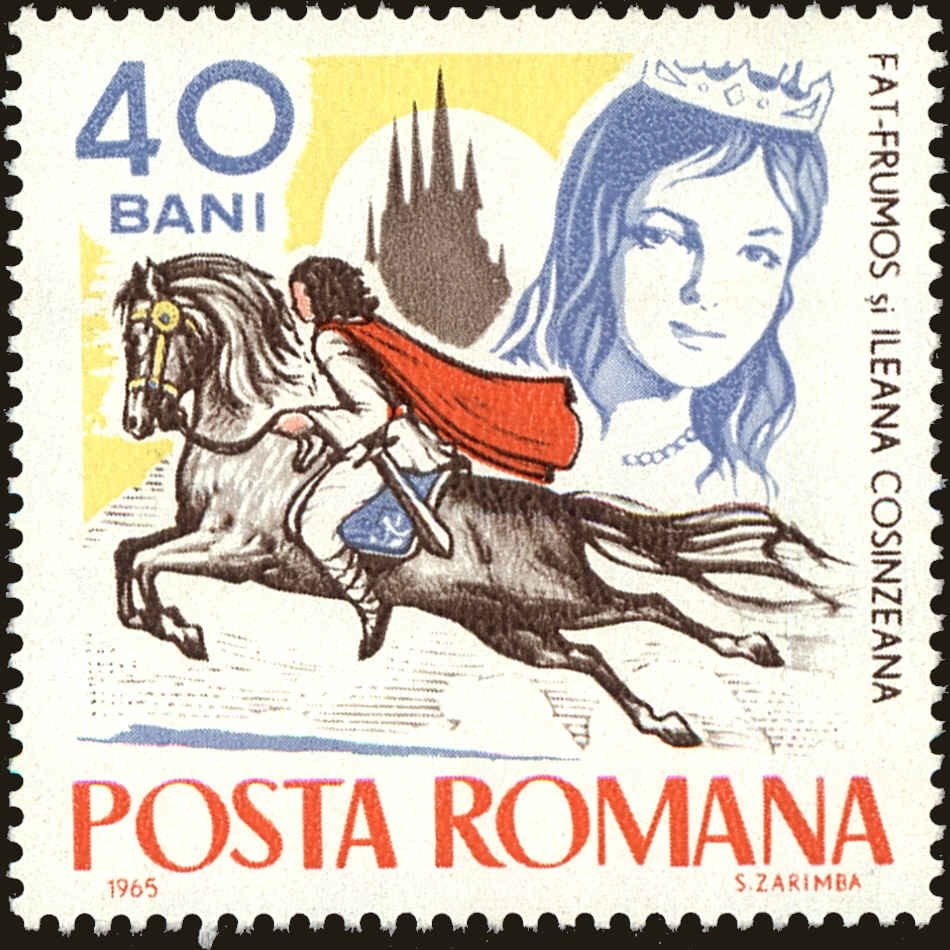
Ileana Cosânzeana pe un timbru românesc din 1965.

Ileana Cosânzeana (variante: Ileana Simziana, Chira Chiralina, Inia Dinia) este personajul principal feminin din basmele mitologice românești, corespondentul feminin al lui Făt-Frumos, de obicei idealul feminin al acestuia.

## Natură și înfățișare
Chiar dacă nu e numită intotdeauna ca atare, Ileana Cosânzeana este o zână, o fecioară sapiențială și năzdrăvană, inițiată în magia binefăcătoare. care adesea are ca sfetnic și prieten un cal năzdrăvan. 
Este întotdeauna foarte frumoasă. În unele variante, Ileana Cosânzeana se confundă cu zâna (sau împărăteasa) florilor, ca divinitate a primăverii (poate o reluare, prin influență istorică ori prin sincretism religios, a zeiței romane Flora).
Ileana Cosânzeana are și ipostaze mitice superioare și complexe - „Ileana Cosânzeana din cosiță floarea-i cântă, nouă împărați ascultă” -, care locuiește pe Tărâmul Celălalt, unde se ajunge printr-un tunel de beznă din marginea lumii. De remarcat este  caracterul htonic, pe care aceasta îl păstrează în ambele situații, caracter prin care aceasta se distinge complet de Iana Sânziana, zeiță astrală de multe ori confundată cu Ileana din cauza consonanței onomastice.

## Imaginea în basm
Conform tradiției folclorice, ea este răpită de zmeu (balaur) și închisă într-un turn, castel sau, mai simplu, dusă pe Tărâmul Celălalt. Eroina este salvată, în aceste versiuni, de Făt-Frumos, care, în drumul său spre Ileana Cosânzeana, trece prin multe încercări inițiatice. În final el se bate cu zmeul, îl învinge și o eliberează. Astfel, basmul se încheie, de cele mai multe ori, cu înfăptuirea nunții. Și amândoi trăiesc fericiți până la adânci bătrâneți.
Zmeul sau balaurul este întotdeauna  îndrăgostit de Ileana, însă în nici un basm nu are copii cu ea. Căpcăuna este cea care are copii sub diverse forme (fete sau zmei). Actul concepției este reprezentat ca fiind în legătură directă cu intenționalitatea femeii. Un copil nu poate, astfel, rezulta din violul Cosânzenei, ci doar din consumarea erotismului dintre ea și bărbatul ales.

## Alte nume
Inia-Dinia, din "Mînăstirea Calu-Gastru într-un pai se reazemă și într-un păr spânzură", o zână care poate zbura în chip magic, însoțită totdeauna de 12 fete. Chira Chiralina (prezentă mai ales în balade) e în parte din aceeași categorie, însă mitul e acoperit parțial de un strat de folclor suburban.